# Романов, Марат Марсович
Мара́т Ма́рсович Рома́нов (род. 5 июня 1966, Челябинск) — российский кёрлингист на колясках.
В составе сборной России по кёрлингу на колясках серебряный призёр зимних Паралимпийских игр 2014, участник зимних Паралимпийских игр 2018, трёхкратный чемпион мира (2012, 2015, 2016). Многократный чемпион России по кёрлингу на колясках, обладатель Кубка России по кёрлингу на колясках.
В «командном» кёрлинге на колясках (команда из четырёх человек) играл в основном на позиции третьего.
Заслуженный мастер спорта России.

## Биография
Марат Романов родился в Челябинске 5 июня 1966 года. После окончания школы он выучился на помощника машиниста в СГПТУ-32 г. Челябинска и отслужив на Дальнем Востоке в 279 ОПУЛАБ, в/ч 28560 (Укрепрайон №15), устроился работать 3-м подручным сталевара на Челябинский металлургический комбинат в ЭСПЦ-2; в свободное время занимался пешим туризмом.
Работал на заводе сталеваром, но в 1996 году, попав в автомобильную аварию, получил перелом позвоночника. В результате — паралич нижней части тела, инвалидная коляска. Однако авария не сломала Марата: он начал с занятий баскетболом на колясках, а когда в мае 2007 года в Челябинске организовали команду кёрлингистов-колясочников, занялся кёрлингом и сразу же стал скипом (капитаном) команды.
В 2009 году Марат Романов закончил Уральскую государственную академию физической культуры в Челябинске по кафедре физического воспитания.
Марат Романов тренировался в челябинском клубе «Гранит», где являлся капитаном, затем вице-скипом клубной команды по кёрлингу на колясках; тренеры — Ефим Анатольевич Жиделев, Марина Николаевна Согрина и Александр Владимирович Житняк. Бронзовый призёр чемпионата России 2009/2010, чемпион России 2014/2015. В 2012 году завоевал золотую медаль на чемпионате мира среди инвалидов-колясочников, проходившем в Чхунчхоне (Южная Корея).
На XI Паралимпийских зимних играх в Сочи в 2014 году Марат Романов завоевал серебряную медаль.
В 2015 году завоевал вторую золотую медаль на чемпионате мира среди инвалидов-колясочников (Лохья, Финляндия), в 2016 — третью золотую медаль на чемпионате мира (Люцерн, Швейцария). В 2017 году на Чемпионате мира по кёрлингу на колясках в городе Каннын (Южная Корея) стал серебряным призёром.
В 2020 году закончил спортивную карьеру. С февраля 2020 года работает Старшим тренером спортивной сборной команды Челябинской области по спорту ПОДА в Региональном центре спортивной подготовки по адаптивным видам спорта Челябинской области.
Женат на Романовой Светлане Сергеевне, воспитывает двух дочерей Софью и Варвару.

## Достижения
- Зимние Паралимпийские игры: серебро (2014).
- Чемпионат мира по кёрлингу на колясках: золото (2012, 2015, 2016), серебро (2017).
- Чемпионат России по кёрлингу на колясках: золото (2009), бронза (2007, 2010, 2018).
- Кубок России по кёрлингу на колясках: золото (2019).

## Команды
| Сезон   | Четвёртый           | Третий              | Второй             | Первый             | Запасной           | Тренер                             | Турниры                       |
| ------- | ------------------- | ------------------- | ------------------ | ------------------ | ------------------ | ---------------------------------- | ----------------------------- |
| 2006—07 | Марат Романов       | ?                   | ?                  | ?                  |                    |                                    | ЧРК 2007                      |
| 2007—08 | Андрей Смирнов      | Николай Мельников   | Марат Романов      | Оксана Слесаренко  | Олег Макаров       | Ефим Жиделев                       | ЧМК 2008 (10 место)           |
| 2008—09 | Марат Романов       | ?                   | ?                  | ?                  |                    |                                    | ЧРК 2009                      |
| 2009—10 | Марат Романов       | ?                   | ?                  | ?                  |                    |                                    | ЧРК 2010                      |
| 2010—11 | Андрей Смирнов      | Марат Романов       | Александр Шевченко | Светлана Пахомова  | Оксана Слесаренко  | Vladimir Shevchenko, Антон Батугин | ЧМК 2011 (4 место)            |
| 2011—12 | Андрей Смирнов      | Марат Романов       | Александр Шевченко | Оксана Слесаренко  | Светлана Пахомова  | Маргарита Нестерова                | ЧМК 2012                      |
| 2012—13 | Андрей Смирнов      | Марат Романов       | Александр Шевченко | Светлана Пахомова  | Оксана Слесаренко  | Антон Батугин                      | ЧМК 2013 (5 место)            |
| 2013—14 | Андрей Смирнов      | Александр Шевченко  | Светлана Пахомова  | Марат Романов      | Оксана Слесаренко  | Антон Батугин                      | ЗПИ 2014                      |
| 2014—15 | Андрей Смирнов      | Марат Романов       | Оксана Слесаренко  | Александр Шевченко | Светлана Пахомова  | Антон Батугин                      | ЧМК 2015                      |
| 2015—16 | Андрей Смирнов      | Константин Курохтин | Светлана Пахомова  | Александр Шевченко | Марат Романов      | Антон Батугин                      | ЧМК 2016                      |
| 2016—17 | Андрей Смирнов      | Константин Курохтин | Александр Шевченко | Дарья Щукина       | Марат Романов      | Антон Батугин                      | ЧМК 2017                      |
| 2017—18 | Алексей Фатуев      | Марат Романов       | Сергей Овсянников  | Дарья Щукина       | Ольга Беляк        |                                    | ЧРК 2018                      |
| 2017—18 | Константин Курохтин | Марат Романов       | Александр Шевченко | Дарья Щукина       | Андрей Мещеряков   | Антон Батугин                      | ЗПИ 2018 (5 место)            |
| 2018—19 | Алексей Фатуев      | Марат Романов       | Сергей Овсянников  | Дарья Щукина       | Ольга Беляк        | Марина Согрина, А.В. Житняк        | ЧРК 2019 (5 место)            |
| 2018—19 | Андрей Смирнов      | Марат Романов       | Александр Шевченко | Дарья Щукина       | Андрей Мещеряков   | Антон Батугин, Маргарита Нестерова | ЧМК 2019 (7 место)            |
| 2019—20 | Алексей Фатуев      | Марат Романов       | Сергей Овсянников  | Ольга Беляк        | Дарья Щукина (ЧРК) |                                    | КРК 2019 · ЧРК 2020 (4 место) |

(скипы выделены полужирным шрифтом; данные по чемпионатам России неполные — пока не найдены источники с полными составами команд для чемпионатов 2015 года и ранее)

## Награды
- Медаль ордена «За заслуги перед Отечеством» I степени (17 марта 2014 года) — за большой вклад в развитие физической культуры и спорта, высокие спортивные достижения на XI Паралимпийских зимних играх 2014 года в городе Сочи[14][15]